# Neil Diamond
Pour les articles homonymes, voir Diamond.
Neil Leslie Diamond, né le 24 janvier 1941 à Brooklyn (New York), est un auteur-compositeur-interprète, chanteur, guitariste et acteur américain.
Sa musique couvre une pluralité de genres (pop, rock, folk, country, soft rock, easy listening). Très connu dans son pays, il est l'un des artistes ayant vendu le plus de disques avec des ventes estimées à 100 millions à travers le monde.

## Biographie

### Enfance
Il naît le 24 janvier 1941 à Brooklyn, de Rose (née Rapoport) et Akeeba « Kieve » Diamond, couple juif descendants d'immigrés russes et polonais.

### Carrière
En 1966 et 1967, il connaît le succès avec Solitary Man (repris par Johnny Cash en 2000), Cherry, Cherry, Girl, You'll Be a Woman Soon, (repris par Urge Overkill dans la B.O. du film Pulp Fiction), Kentucky Woman (repris par Deep Purple), I'm a Believer écrite pour The Monkees (B.O. du film Shrek, titre également repris par Robert Wyatt) et Red Red Wine (repris par Tony Tribe et UB40).
À partir de 1968, il signe pour MCA de nombreux tubes en quelques années : Sweet Caroline, Holly Holy, Cracklin' Rosie, I Am...I'Said, Song Sung Blue, Play Me, titres repris entre autres par Elvis Presley, Frank Sinatra, Johnny Mathis, U2, Serge Lama ou Joe Dassin. Au Québec, en 1969, Pierre Lalonde adapte en français Sweet Caroline sous le titre Caroline, et en 1970, Donald Lautrec reprend Holly Holy sous le titre Hosannah.
En 1971, Neil Diamond produit son album Stones, généralement considéré comme le plus accompli et dans lequel il reprend des classiques de Leonard Cohen (Suzanne), Randy Newman (I Think It's Going to Rain Today), Joni Mitchell (Chelsea Morning), Roger Miller (Husbands and Wives) ou encore Jacques Brel (If You Go Away), cette dernière chanson, Ne Me Quitte Pas en français, avec des arrangements de cordes remarqués et un nouveau texte de Rod McKuen. Il y a aussi trois chansons écrite par Diamond lui-même, Crunchy Granola Suite, I Am...I Said (celle-ci en deux parties) ou encore la pièce-titre, Stones, une de ses plus belles chansons. Les chefs d'orchestre et arrangeurs étaient Lee Holdridge, Marty Paich et Larry Muhoberac. La photo de couverture a été prise à Luxford House, Crowborough, East Sussex. La maison était occupée à l'époque par le manager de musique rock Tony Stratton-Smith (qui a l'époque travaillait avec Genesis entre autres). Les premiers exemplaires de l'album vinyle comportaient une étiquette illustrée de la photo de la jaquette et une version unique de la couverture avec une fermeture de style œillet à l'arrière. La couverture elle-même était conçue comme une enveloppe qui s'ouvrait par le haut. Cela a ensuite été abandonné et remplacé par une jaquette standard à ouverture latérale. Inspirée par l'expérience d'un test d'écran raté pour un film sur le comique rebelle Lenny Bruce, la chanson I Am... I Said s'est finalement avérée être la chanson la plus difficile et la plus longue que Neil ait jamais écrite. Et même si "ça a pris quatre mois et chaque jour, toute la journée... c'était une bataille quotidienne pour mettre cette chanson sur papier... mais quand ça a été fait, ça s'est avéré être l'une des chansons les plus satisfaisantes que j'aie jamais écrites."
En 1972, son double album Hot August Night reprend ses titres les plus marquants dans des versions live.
En 1973, Columbia Records, sa nouvelle maison de disques (avec laquelle il signe le plus important contrat discographique jamais conclu à cette époque) réalise la B.O du film Jonathan Livingston Seagull, inspiré du livre de Richard Bach, (l'album éponyme, Jonathan Livingston Seagull) dont Neil Diamond est l’auteur-compositeur-interprète et qui lui permettra d’obtenir un nouveau succès mondial ainsi qu’un Grammy Award.
L'album concept Beautiful Noise, sorti en 1976, est produit par Robbie Robertson. Neil Diamond repart en tournée aux États-Unis mais aussi en Europe et Australie. Dès lors, il entreprendra des tournées mondiales tous les deux ou trois ans.
Il participe au concert filmé de 1976 The Last Waltz, réalisé par Martin Scorsese, sur les adieux du groupe The Band, où l'on retrouve aussi Eric Clapton, Joni Mitchell, Van Morrison, Ron Wood, Neil Young, Ringo Starr et Muddy Waters, entre autres. Une prétendue altercation que Neil Diamond aurait eue avec Bob Dylan ce soir-là a été rapportée par Ron Wood. Le film est sorti en DVD en 2002, de même qu'un coffret de 4 CD incluant le concert et des enregistrements en studio liés.
De 1977 à 1982, Neil dirige sa carrière vers les casinos de Las Vegas (où il se produit pour la première fois en 1976). Son répertoire s’enrichit de collaborations avec Gilbert Bécaud (September morn' - C'est en septembre), Burt Bacharach (I'll See You on the Radio (Laura)), Richard Bennett (Forever In Blue Jeans), David Foster (The Man you Need), Michel Legrand (If There Were no Dreams), Carole Bayer Sager (Heartlight) ou encore Stevie Wonder (Lost in Hollywood).
Ses disques rencontrent toujours le même succès grâce à des titres tels que Désirée, You Don’t Bring me Flowers en duo avec Barbra Streisand et particulièrement avec Love on the Rocks, America et Hello Again, trois chansons extraites de la B.O du film The Jazz Singer (sorti en 1980) dans lequel il joue le rôle principal. Ce film n’obtiendra pas le succès attendu et lui vaudra le Razzie Award du pire Acteur en 1981. Pourtant, l’album du même nom se placera au top des meilleures ventes aux États-Unis et dans le monde.
De 1983 à 2000, il enchaîne les disques (tous disque d'or au minimum) les tournées et les shows télévisés. Il sort l'album Tennessee Moon (1996) réalisé avec des vedettes de la country dont Waylon Jennings. Pendant cette période, ses disques se vendent moins, pourtant ses concerts attirent de plus en plus de spectateurs.
Neil Diamond a été intronisé au Songwriters Hall of Fame en 1984 et au Rock and Roll Hall of Fame.
En 2005, la critique est unanime pour louer son nouvel album 12 Songs réalisé par le producteur Rick Rubin. Ce disque acoustique est considéré comme sa meilleure production depuis les années 1970.
En 2008, son album Home Before Dark se place no 1 du billboard Américain et no 1 en Grande-Bretagne. Ce nouvel opus est suivi par une tournée mondiale de mai 2008 à janvier 2009. En juillet, sort le DVD Neil Diamond - The Thank You Australia Concert 1976. Un mois après, sort le DVD et double-disque Hot August Night/ NYC, enregistré en public au Madison Square Garden en 2008 lors de sa dernière tournée.
En novembre 2010, il sort un album de reprises intitulé Dreams et effectue une tournée dans plusieurs pays de mars à juillet 2011.
Le 14 mars 2011, il est reçu par Paul Simon au Rock and Roll Hall of Fame.
Le 6 décembre 2011, il sort un best of, annonce de deux concerts en février 2012 à Hawaii, et une tournée nord-américaine de juin à septembre 2012. Son dernier album à ce jour, Melody Road, est sorti en 2014.
Le 24 juin 2015, il donne un concert unique en France, au Zénith de Paris, son seul passage en France depuis 1978. Devant une salle comble, et à 74 ans, accompagné de son « Neil Diamond Band » (certains musiciens du groupe travaillant avec lui en tournée depuis 1978), il interprète ses plus grands succès durant un show de plus de deux heures.
En 2012, ses chiffres de vente s'élèvent à environ 125 millions de disques à travers le monde[réf. nécessaire].
En 2018, il reçoit un Grammy Lifetime Achievement Award.
En 2019, son titre Sweet Caroline (1969) a été sélectionné par la Bibliothèque du Congrès pour être conservé dans le Registre national des enregistrements en raison de son caractère « culturel, historique ou esthétique significatif ».

### Vie privée
De 1963 à 1969, il est en couple avec Jayne Posner. De 1969 à 1995, il vit avec Marcia Murphey. Depuis 2012, il partage sa vie avec Katie McNeil, de vingt-neuf ans sa cadette.
Le 22 janvier 2018, il annonce être atteint de la maladie de Parkinson et annule sa tournée.

## Discographie
Albums studio
- 1966 : The Feel Of Neil Diamond
- 1967 : Just For You
- 1968 : Velvet Gloves And Spit
- 1969 : Brother Love's Travelling Salvation Show
- 1969 : Touching You, Touching Me
- 1970 : Tap Root Manuscript
- 1971 : Stones
- 1972 : Moods
- 1973 : Jonathan Livingston Seagull (bande originale du film éponyme)
- 1974 : Serenade
- 1976 : Beautiful Noise
- 1977 : I'm Glad You're Here With Me Tonight
- 1978 : You Don't Bring Me Flowers
- 1979 : September Morn
- 1980 : The Jazz Singer (B.O du film Le Chanteur de jazz)
- 1981 : On The Way To The Sky
- 1982 : Heartlight
- 1984 : Primitive
- 1986 : Headed For The Future
- 1989 : The Best Years of Our Lives
- 1991 : Lovescape
- 1992 : The Christmas Album
- 1993 : Up On The Roof: Songs From The Brill Building
- 1994 : The Christmas Album 2
- 1996 : Tennessee Moon
- 1998 : The Movie Album: As Time Goes By
- 2001 : Three Chord Opera
- 2005 : 12 Songs
- 2006 : 12 SongsVersion 2 CD
- 2008 : Home Before Dark
- 2009 : A Cherry Cherry Christmas
- 2010 : Dreams
- 2014 : Melody Road

Albums Live
- 1970 : Gold
- 1972 : Hot August Night
- 1977 : Love At The Greek
- 1987 : Hot August Night 2
- 1994 : Live in America
- 2003 : Stages
- 2009 : Hot August Night/NYC

Principales compilations
- 1974 : His Twelve Greatest Hits
- 1982 : His Twelve Greatest Hits Vol. 2
- 2001 : Essential Neil Diamond
- 2002 : Play Me: The Complete Uni/MCA Studio Recordings... Plus!
- 2011 : The Bang Years
- 2014 : All-Time Greatest Hits

## Participations
- 1976 : (The Last Waltz) - D'abord un concert d'adieu du groupe The Band, le 25 novembre, au Winterland Ballroom de San Francisco. C'est aussi le titre donné au film de Martin Scorsese, c'est un documentaire sorti en 1978, aussi un coffret 4 CD a été réalisé sur ce concert. On y retrouve des musiciens et invités prestigieux tels que Eric Clapton, Bob Dylan, Ronnie Hawkins, Dr. John, Joni Mitchell, Van Morrison, Ringo Starr, Muddy Waters, Ron Wood et Neil Young. Neil y a aussi participé en tant que chanteur.

## Vidéos et DVD
- Vidéo et DVD

## Filmographie
Neil Diamond a joué à la télé et au cinéma, en plus d'écrire la musique et les chansons pour un film : Jonathan Livingston Seagull
- Références: https://www.imdb.com/name/nm0004871/

- 1967 a la télé : Mannix épisode : "Les nombreuses morts de Saint Christophe" : Lui-même
- 1973 au cinéma ; Jonathan Livingston Seagull de Hall Bartlett - A écrit la musique et les chansons du film
- 1980 au cinéma : The Jazz Singer : Jess Robin
- 2001 au cinéma : Sauver Silverman : Lui-même